# Киселёв, Сергей Иванович (гребец)
Серге́й Ива́нович Киселёв (19 июля 1960, Киев, Украинская ССР, СССР) — советский гребец-байдарочник, выступал за сборную СССР во второй половине 1980-х годов. Чемпион мира, двукратный чемпион Советского Союза, победитель многих регат республиканского и всесоюзного значения. Заслуженный мастер спорта СССР (1986).

## Биография
Сергей Киселёв родился 19 июля 1960 года в Киеве.
Впервые заявил о себе в 1984 году, став чемпионом СССР в программе четырёхместных байдарок на дистанции 500 метров — победил в составе сборной Украинской ССР вместе с Сергеем Чухраем, Игорем Гайдамакой и Сергеем Кирсановым. Год спустя в смешанной экспериментальной сборной с С. Головко, Сергеем Колоколовым и Александром Мызгиным завоевал золотую медаль в четвёрках на десяти километрах.
Первого серьёзного успеха на взрослом международном уровне добился в 1986 году, когда попал в основной состав советской национальной сборной и благодаря череде удачных выступлений удостоился права защищать честь страны на чемпионате мира в канадском Монреале. В составе четырёхместного экипажа, куда также вошли гребцы Николай Оселедец, Григорий Медведев и Александр Акунишников, обогнал на дистанции 10000 метров всех своих соперников и завоевал тем самым золотую медаль.
За выдающиеся спортивные достижения удостоен почётного звания «Заслуженный мастер спорта СССР».